# ادگار آبلوویچ
ادگار آبلوویچ (انگلیسی: Edgar Ablowich; ۲۹ آوریل ۱۹۱۳ – ۶ آوریل ۱۹۹۸) دونده اهل ایالات متحده آمریکا بود.